# Щербаки (Богодухівський район)
Щербаки́ - село у Богодухівській міській громаді Богодухівського району Харківської області України.
- Поштове відділення: Дмитрівка

## Історія
- 12 червня 2020 року, відповідно до розпорядження Кабінету Міністрів України № 725-р «Про визначення адміністративних центрів та затвердження територій територіальних громад Харківської області», село увійшло до Богодухівської міської громади[1].
- 19 липня 2020 року, в результаті адміністративно-територіальної реформи та ліквідації Богодухівського району (1923—2020), село увійшло до складу новоутвореного Богодухівського району Харківської області[2].

## Населення

### Мова
Розподіл населення за рідною мовою за даними перепису 2001 року:
| Мова       | Відсоток |
| ---------- | -------- |
| українська | 100%     |

## Географія
Село Щербаки знаходиться за 2 км від річки Рябина (лівий берег). За 2 км на північ розташовується село Дмитрівка. Біля села невеликий лісовий масив. Поруч проходить автомобільна дорога Р46.